# Jarin Blaschke
Jarin Blaschke (ur. 28 września 1978 w Westminster) – amerykański operator filmowy, nominowany do Oscara za najlepsze zdjęcia do filmu Lighthouse (2019).

## Życiorys
W wieku 16 lat Blaschke przeniósł się do Nowego Jorku, aby uczęszczać do School of Visual Arts.
Stale współpracuje z Robertem Eggersem. W 2015 na Sundance Film Festival premierę miał ich debiut – horror Czarownica: Bajka ludowa z Nowej Anglii. Film okazał się być dużym sukcesem zarówno artystycznym, jak i finansowym. Za ich kolejny film Lighthouse (2019) Jarin Blaschke był nominowany do Oscara, nagrody BAFTA i Critics’ Choice Award.

## Wybrana filmografia
- 2014: Wierzę w jednorożce (I Believe in Unicorns)
- 2015: Czarownica: Bajka ludowa z Nowej Anglii (The VVitch: A New-England Folktale)
- 2018: Back Roads
- 2019: Lighthouse (The Lighthouse)
- 2022: Wiking (The Northman)